# إليزابيث بوينتون هاربرت
إليزابيث موريسون هاربرت (لقبها قبل الزواج بوينتون؛ اسمها المستعار ليزي إم بوينتون؛ 15 أبريل 1843/1845 - 19 يناير 1925) وهي مؤلفة ومحاضرة ومصلحة وفاعلة خير أمريكية من إنديانا من القرن التاسع عشر. وكانت أول امرأة تصمم منبرًا حزبيًا نسائيًا وتؤمن اعتماده من قبل حزب سياسي كبير في ولاية أمريكية.
كانت هاربرت كاتبة غزيرة الإنتاج، ولها منشورات مثل الصوف الذهبي، وخارج ميدانها، وأموري، وفصل إلينوي في تاريخ حق المرأة في التصويت. وتضمنت أغانيها: «مرتفعات أرلينغتون»، و«ماذا فعلت بالساعات؟»، و«أمريكا الجديدة» (كلمات)، و«أرض الميعاد» (كلمات). وتضمنت قصائدها «ملاك الأرض الصغير» و«سطور لصديقي المجهول». وكانت مقالات هاربرت ومحاضراتها حول موضوعات مثل «ماذا قبل الاقتراع؟»، و«بيوت النساء الممثلات»، و«المشكلة المنزلية»، و«حقوق الرجال»، و«المحادثة والمتحدثون»، و«المنزل المثالي»، و«جورج إليوت»، و«لوكريشيا موت»، و«الحنكة السياسية للمرأة»، و«أهداف النوادي النسائية ومُثُلها وأساليبها»، و«حلم المرأة في التعاون»، و«رسالة السيدة العذراء»، و«شعراء روسيا الغنائيون»، و«ساعة مع العقول الراجحة».

## حياتها المبكرة وتعليمها
ولدت إليزابيث موريسون بوينتون في كروفوردسفيل بولاية إنديانا في 15 أبريل عام 1843 (أو 1845). وكانت ابنة ويليام إتش. بوينتون، الذي كان يعمل سابقًا في ناشوا في نيو هامبشير. وكانت والدتها أبيغيل سويتسر من مواليد بوسطن.
تلقت هاربرت تعليمها في مدرسة اللاهوت النسائية في أكسفورد، أوهايو وفي كلية تير هوت للإناث، وتخرجت من المؤسسة الأخيرة بمرتبة الشرف في عام 1862.
سمحت هيئة التدريس في كلية واباش لهابرت وثلاث شابات أخريات بحضور محاضرات الفيزياء التي يلقيها البروفيسور جون لايل كامبل. وعلى الرغم من أن هذه المحاضرات كانت بمثابة تكرار كبير للمحاضرات الموجودة في مناهج الكلية، إلا أنه جرى استبعاد الشباب من حضور المحاضرات المقدمة للنساء الأربع. وقبل وفاة الدكتور تشارلز وايت رئيس كلية واباش، وعد هاربرت بالحصول على دبلوم عند الانتهاء من دراستها. ولم يمض وقت طويل بعد ذلك حتى تقدمت نفس النساء الأربع و19 أخريات بالتماس إلى الكلية للسماح لهن بالقبول في الكلية. وردت هيئة التدريس بالأسف، قائلة إن المرافق لم تكن كافية لقبول النساء، على الرغم من أن كل واحدة من النساء الثلاثة والعشرين قد تقدمت إلى ما هو أبعد من القسم «التحضيري». وأول 10.00 دولار أمريكي حصلت عليه هاربرت ككاتبة جاء من صحيفة نيويورك إندبندنت مقابل هذه المحاولة للحصول على تعليم جامعي.
أظهرت هذه المجموعة المكونة من 23 امرأة بقيادة الأربعة الأوائل سخطهن وخيبة أملهن من خلال إنشاء مكتبة عامة. وللحصول على التمويل أعلنت النساء عن عرض كوميدي بعنوان «المرأة القادمة»، حيث سخرن من أنفسهن وجهودهن الفاشلة للحصول على القبول في كلية واباش. وبطريقة لا هوادة فيها أصدر الطلاب الذكور كتيبات وملصقات هزلية. وفي يوم واحد جرى إصدار ما لا يقل عن خمسة أصناف. ولقبت السيدات «بالأخوات الثلاثة والعشرين الأسفات» (the Twenty-three Sorry Sisses)، في محاولة للتلاعب بكلمة «Sorosis»، والتي كانت منظمة تجتذب اهتمامًا كبيرًا في الشرق. وحصدت الانتقادات السلبية جمهورًا كبيرًا بشكل غير عادي، ومع المبلغ الكبير من المال الذي جرى جمعه، اشترت النساء نواة لمكتبة تداول. وكانت بوينتون تبلغ من العمر 20 عامًا في ذلك الوقت.
في عام 1891 منحت كلية أوهايو وسلين لهابرت درجة الدكتوراه الفخرية في الفلسفة.

## مسيرتها المهنية

### إنديانا
خلال الحرب الأهلية الأمريكية (1861-1865) اهتمت هاربرت بجنود الاتحاد. ونشرت كتابها الأول «الصوف الذهبي» في عام 1867، وألقت محاضرتها الأولى في كروفوردسفيل عام 1869.